# Jasenie
Jasenie é um município da Eslováquia, situado no distrito de Brezno, na região de Banská Bystrica. Tem 86,29 km² de área e sua população em 2018 foi estimada em 1.170 habitantes.

## Demografia
| Ano:        | 1994 | 2004   | 2014   | 2024   |
| ----------- | ---- | ------ | ------ | ------ |
| Broj ljudi: | 1188 | 1104   | 1197   | 1154   |
| Razlika:    |      | -7,07% | +8,42% | -3,59% |

| Ano:               | 2023 | 2024   |
| ------------------ | ---- | ------ |
| Número de pessoas: | 1140 | 1154   |
| Diferença:         |      | +1,22% |